# 凯文·科特
凯文·科特（英語：Kevin Cotter，1974年5月28日—），美国男子赛艇运动员。他曾代表美国参加加拿大圣凯瑟琳斯举行的1999年世界赛艇锦标赛，获得男子轻量级八人单桨有舵手金牌。